# 切爾沃尼克維特
49°13′34″N 34°22′23″E / 49.22611°N 34.37306°E
切爾沃尼克維特（羅馬化：Chervoni Kvity，直译：「紅花」）是烏克蘭中部波爾塔瓦州波爾塔瓦區的村落，分別距離斯捷波韋2.5公里和比洛科尼夫卡0.5公里，海拔高度76米，2001年人口274。